# Hürup
Hürup (in danese Hyrup) è un comune di 1 255 abitanti dello Schleswig-Holstein, in Germania.
Appartiene al circondario (Kreis) di Schleswig-Flensburgo (targa SL) ed è parte della comunità amministrativa (Amt) di Hürup.